# Ecologia industrial
Ecologia industrial é um ramo das ciências ambientais que visa analisar o sistema industrial de modo integrado, e tendo em conta a sua envolvência com o meio biofísico envolvente, assim como do ecossistema em que se insere. Por assentar uma visão integrada de todo o sistema, onde a componente ambiental entra em conta, e a optimização dos processos não se limitam à componente puramente económica, mas abrangendo as áreas de recursos naturais e o próprio ecossistema, enquadra-se dentro das políticas de Desenvolvimento sustentável.